# Renault PR (utilitaire)
Pour les articles homonymes, voir Renault PR.
Le Renault PR est un châssis de véhicule utilitaire produit par Renault à partir des années 1920.

## Description

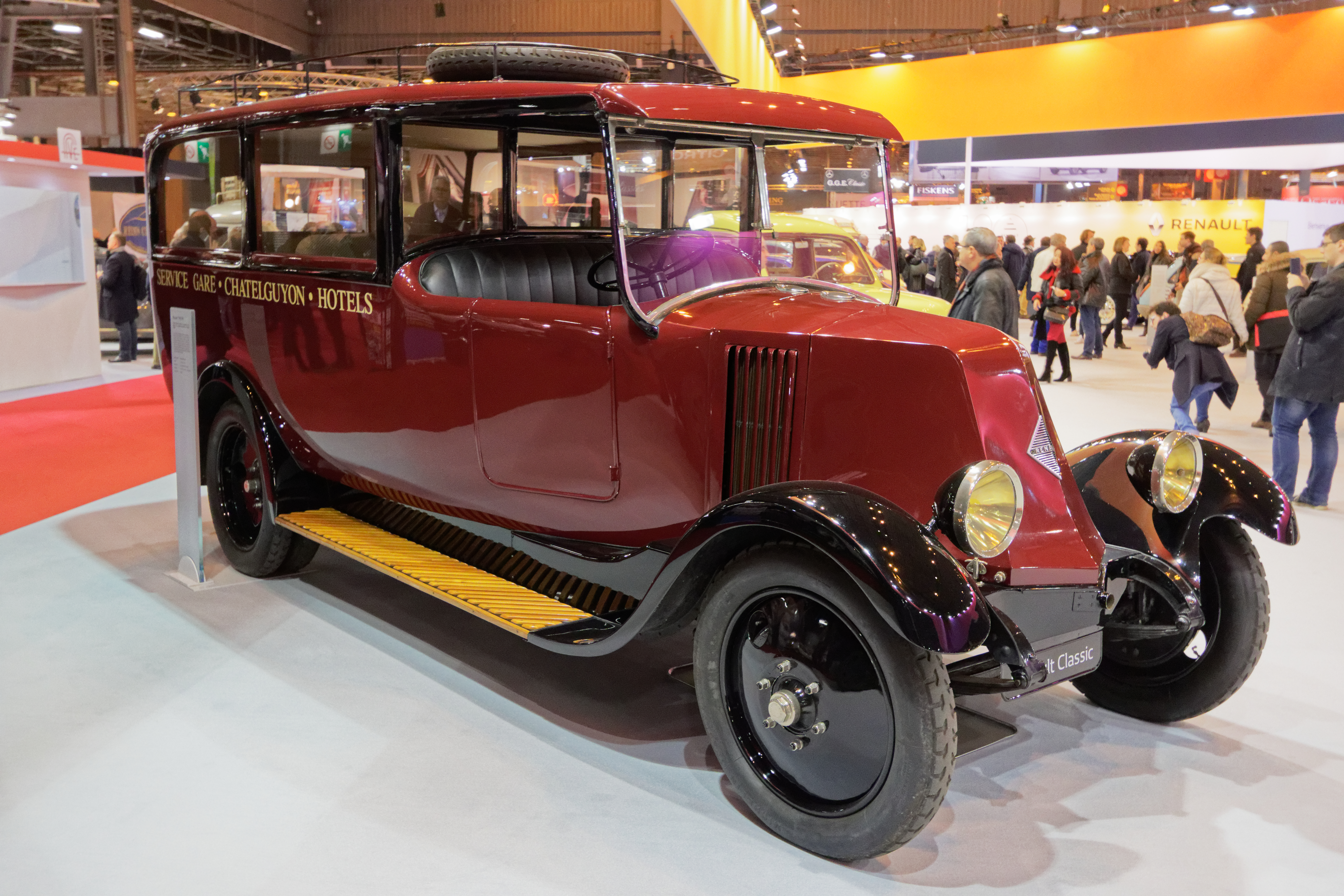
Autobus de 1927 sur châssis PR.

Le type PR est doté d'un moteur de 10 ch et a une charge utile de 2 t,.
La production commence en février 1926 puis passe à plein régime à partir de la fin de l'année 1926. 3 759 Renault PR ont été produits jusqu'en 1936. Le modèle PR est alors remplacé par l'ADK.
La plupart sont produits comme camionnettes (camions légers) mais certains sont carrossés comme autobus légers. L'Armée de l'air commande quelques PR en version sanitaire (ambulance). Le type PR C est également acheté par l'Armée française à partir de 1934, commandé au total à 582 exemplaires. Classé comme camionnette de 1,5 t, il est toujours en service au début de la Seconde Guerre mondiale.

## Modèles produits par années
- Type PR : 1926-1929[3]
- Type PR1 : 1929-1930[3]
- Type PR2 : 1930-1931[3]
- Type PR3 : 1930-1932[3]
- Type PR4 : 1931-1932[3]
- Type PR5 : 1931-1932[3]
- Type PR B : 1931-1934[3]
- Type PR C : 1934[3]-1936[4]
- Type PR E : 1935-1936[3]